# Crise política no Iraque de 2021-2022
A crise política de 2021-2022 no Iraque é uma crise política que surgiu no Iraque a partir das eleições parlamentares de outubro de 2021, quando membros do Conselho de Representantes do Iraque não conseguiram formar um governo de coalizão estável ou eleger um novo presidente. Assim, o sistema político nacional permanece num impasse político.

## Eventos
Os confrontos violentos em Bagdá após a eleição e a tentativa de assassinato do primeiro-ministro Mustafa Al-Kadhimi iniciaram a crise. Em 18 de novembro, Muqtada al-Sadr declarou que gostaria de formar um governo majoritário.
Em 9 de janeiro, o Congresso recém-eleito reuniu-se pela primeira vez na Zona Verde para eleger o presidente do parlamento e dois deputados. Após uma caótica primeira sessão parlamentar que resultou no presidente interino do parlamento Mahmoud al-Mashahadani adoecendo e sendo levado ao hospital. No entanto, depois que o legislador sunita e presidente do parlamento incumbente Mohamed al-Halbousi foi reeleito para um segundo mandato, com Shakhawan Abdulla, do Partido Democrático do Curdistão, e Hakim al-Zamili, do movimento sadrista. O Partido Democrático do Curdistão, Movimento Sadrista e Partido do Progresso conseguiu preencher todas as três posições devido aos candidatos de cada bloco votarem um no outro. Isso resultou nas facções xiitas pró-Irã no parlamento desconsiderando o resultado e alegando que possuíam 88 assentos, e mais do que o Movimento Sadrista. O Parlamento foi então temporariamente suspenso, porém mais tarde pôde ser retomado após uma revisão pela Suprema Corte do Iraque.
De acordo com a Constituição do Iraque, um presidente deve ser selecionado dentro de trinta dias após a eleição do presidente do parlamento. O presidente em exercício Barham Salih foi escolhido pela União Patriótica do Curdistão para concorrer a um potencial segundo mandato como presidente, enquanto o Partido Democrático do Curdistão selecionou o ex-ministro das Relações Exteriores Hoshyar Zebari para concorrer ao cargo, uma segunda tentativa para a presidência do Partido Democrático do Curdistão.
Em maio de 2022, nenhum governo havia sido formado e nenhum presidente havia sido nomeado pelo parlamento. Em 13 de junho de 2022, 73 parlamentares do bloco de al-Sadr renunciaram ao parlamento. Em 23 de junho, o Conselho de Representantes empossou 73 novos membros em seu lugar.  Como resultado, o bloco do Quadro de Coordenação, uma aliança de partidos apoiados pelo Irã liderada por Nouri al-Maliki, cresceu para 130 assentos.
Em 17 de julho, foram vazadas gravações secretas de Nouri al-Maliki, o ex-primeiro-ministro, nas quais ele criticava al-Sadr. Isso foi relatado como controverso e um fator de aprofundamento da crise.
Em 25 de julho, o quadro nomeou o ex-ministro e governador da província de Maysan, Mohammed Shia' Al Sudani, como primeiro-ministro.
Em 27 de julho, indignados com a influência do Irã na governança interna iraquiana, seguidores de al-Sadr invadiram a Zona Verde e o Parlamento Iraquiano em Bagdá. Após uma mensagem pública de al-Sadr para "orar e ir para casa", a multidão se dispersou. Milhares de partidários de Muqtada al-Sadr ficariam acampados no prédio do parlamento a partir de 27 de julho. Em 3 de agosto, Muqtada al-Sadr pediu por eleições antecipadas.
Em 29 de agosto, Sadr anunciou via tweet sua retirada da política. Mais tarde naquele dia, seus partidários invadiram o palácio presidencial e confrontos armados dentro da Zona Verde se seguiram, resultando na morte de vários manifestantes. O exército iraquiano anunciou um toque de recolher em todo o país. Protestos e confrontos também eclodiram em Basra e na província de Maysan, no sul do Iraque.
Em 30 de agosto, os combates se espalharam para Karbala e se intensificaram em Basra quando os manifestantes invadiram o escritório parlamentar iraquiano em Karbala e bloquearam a entrada do porto de Umm Qasr.
Em 5 de setembro, foi informado que a segunda rodada de negociações havia sido concluída.